# ELOVL1
ELOVL1 (англ. ELOVL fatty acid elongase 1) – білок, який кодується однойменним геном, розташованим у людей на 1-й хромосомі. Довжина поліпептидного ланцюга білка становить 279 амінокислот, а молекулярна маса — 32 663.
| 10         |  | 20         |  | 30         |  | 40         |  | 50         |
| ---------- |  | ---------- |  | ---------- |  | ---------- |  | ---------- |
| MEAVVNLYQE |  | VMKHADPRIQ |  | GYPLMGSPLL |  | MTSILLTYVY |  | FVLSLGPRIM |
| ANRKPFQLRG |  | FMIVYNFSLV |  | ALSLYIVYEF |  | LMSGWLSTYT |  | WRCDPVDYSN |
| SPEALRMVRV |  | AWLFLFSKFI |  | ELMDTVIFIL |  | RKKDGQVTFL |  | HVFHHSVLPW |
| SWWWGVKIAP |  | GGMGSFHAMI |  | NSSVHVIMYL |  | YYGLSAFGPV |  | AQPYLWWKKH |
| MTAIQLIQFV |  | LVSLHISQYY |  | FMSSCNYQYP |  | VIIHLIWMYG |  | TIFFMLFSNF |
| WYHSYTKGKR |  | LPRALQQNGA |  | PGIAKVKAN  |  |            |  |            |

A: Аланін

C: Цистеїн

D: Аспарагінова кислота

E: Глутамінова кислота

F: Фенілаланін

G: Гліцин

H: Гістидин

I: Ізолейцин

K: Лізин

L: Лейцин

M: Метіонін

N: Аспарагін

P: Пролін

Q: Глутамін

R: Аргінін

S: Серин

T: Треонін

V: Валін

W: Триптофан

Кодований геном білок за функцією належить до трансфераз. 
Задіяний у таких біологічних процесах, як метаболізм жирних кислот, метаболізм ліпідів, біосинтез жирних кислот, біосинтез ліпідів, ацетилювання, альтернативний сплайсинг. 
Локалізований у мембрані, ендоплазматичному ретикулумі.